# Deutsche Grammophon
Deutsche Grammophon of Deutsche Grammophon Gesellschaft (DGG) is een Duits platenlabel voor klassieke muziek, dat bekendstaat om zijn hoge standaardeisen voor audio-hi-fi.

## Geschiedenis
Het bedrijf werd in 1898 in Londen door Emile Berliner opgericht onder de naam "Grammophone Company". Ongeveer tien jaar van technische en ook commerciële experimenten met de "Grammophon" en de bijbehorende "plaat" waren hieraan voorafgegaan, waarvoor Berliner op 29 september 1887 een Amerikaans octrooi verwierf. Kort na het oprichten van het bedrijf in Londen richtte hij in zijn geboortestad Hannover een Duitse tak van het bedrijf op, de Deutsche Grammophon Gesellschaft.
Het bedrijf was wereldwijd het eerste dat platenopnames maakte en verkocht. In 1900 werd de vestiging in Hannover naar Berlijn verplaatst en werden er uitsluitend platen gemaakt voor de "Grammophone Company". Een van de vroege opnames was in 1903 een serie van acht enkelzijdige platen met Strauss-muziek onder leiding van dirigent Johann Strauss III.
In 1917 werd de Deutsche Grammophon door de Britten in beslag genomen en verloor de fabriek de buitenlandse rechten op de catalogus en op het label His Master's Voice aan EMI. Voor export van nieuwe platenopnames werd daarom Polydor opgericht.
In 1937 nam Telefunken de DG over, maar deze gaf de aandelen van het bedrijf in 1941 over aan Siemens & Halske. In de naoorlogse periode wordt DG een van de belangrijkste Duitse en ook wereldwijde platenfirma's, bij wie een groot deel van de Duitse maar ook buitenlandse kunstenaars een contract hadden.
In 1962 vormden Siemens en Philips in Nederland een joint venture om zo in 1972 een nieuw concern op te richten, PolyGram.
Deutsche Grammophon was ook een van de pioniers in de introductie op de markt van de compact disc in de klassieke muziek, met in 1983 het debuut van Herbert von Karajan met de Berliner Philharmoniker in een uitvoering van Eine Alpensinfonie van Richard Strauss. Deze dirigent en zijn orkest waren belangrijk in de ontwikkeling van dit medium.
In 1987 verkocht Siemens zijn aandeel in Deutsche Grammophon en werd Philips de hoofdaandeelhouder.
In 1998 kocht Seagram Company Ltd in Canada Deutsche Grammophon en PolyGram. Sindsdien is Deutsche Grammophon onderdeel van de Universal Music Group, een afdeling van Vivendi Universal.
Op dit moment bezit Deutsche Grammophon een aanzienlijke catalogus van belangrijke opnames. Het bedrijf is bezig om een aantal werken onder de naam "Originals" opnieuw uit te geven.
Traditionele labels die Deutsche Grammophon naast zijn klassieke label ontwikkelde waren onder andere Polydor, Archiv Produktion en Literarische Archiv.